# 荒鷲 (映画)
『荒鷲』（あらわし、英語：The Eagle）は、1925年に公開されたアメリカ合衆国のサイレント映画。クラレンス・ブラウンが監督し、ルドルフ・ヴァレンティノ、ヴィルマ・バンキ、ルイーズ・ドレッサーが出演しており、アレクサンドル・プーシキンの死後、1841年に出版された小説「ドゥブロフスキー」を原作としている。
ロシア軍の中尉がエカチェリーナ2世の目に留まり、彼女の誘いを拒絶して逃亡すると、彼女は中尉の生死を問わない逮捕命令の令状を出すが、中尉は父親が迫害され殺されたことを知ると黒いマスクを被り、無法者となる。原作小説にはブラック・イーグルというキャラクターは存在せず、ダグラス・フェアバンクスが『奇傑ゾロ』で演じたゾロにインスパイアされている。
スティーヴン・ジェイ・シュナイダーの『死ぬまでに観たい映画1001本』に掲載されている。

## あらすじ
ロシア帝国軍の近衛隊に仕える 中尉ウラジミル・ドブロフスキ（ルドルフ・ヴァレンティノ）は、暴走した駅馬車に閉じ込められた美しい若い女性マーシャ（ヴィルマ・バンキ）とその叔母を救い、ツァリーナ（ルイーズ・ドレッサー）の目に留まる。ツァリーナがウラジミルを将軍に任命すると申し出ると、ウラジミルは喜ぶが、ツァリーナが誘惑しようとしたことに恐怖を感じ、逃亡する。ツァリーナはウラジミルの首に賞金を懸ける。
その後、ウラジミルは父親から手紙を受け取り、邪悪な貴族キリラ・トロエクロフ（ジェームズ・A・マーカス）が土地を奪い、周辺を恐怖に陥れていることを知る。急いで帰郷すると父親は既に死んでおり、復讐を誓ったウラジミルは被害を受けた農民を助けるため、黒いマスクを被り、ロビン・フッドのような「ブラック・イーグル」となる。
キリラがマーシャの父親であることを知ると、ウラジミルはフランスから呼ばれた家庭教師を装い、キリラの家に入り込む。成りすました家庭教師は誰も面識がない人物だったため、ウラジミルは潜入に成功する。
マーシャへの愛が深まるにつれ、ウラジミルは彼女の父親への復讐を続けることに躊躇するようになる。最終的に二人はトロエクロフの屋敷から逃亡する。ウラジミルはツァリーナの部下に捕らえられるが、処刑を決意していたツァリーナは最後に心変わりし、ウラジミルに新たなフランスの名前を与え、マーシャと共にパリへ去ることを許す。

## キャスト
- ルドルフ・ヴァレンティノ：ウラジミル・ドブロフスキ中尉役
- ヴィルマ・バンキ：マーシャ・トロエクロフ嬢役
- ルイーズ・ドレッサー： ツァリーナ・エカチェリーナ2世役
- アルベルト・コンティ：クシュカ大尉役
- ジェームズ・A・マーカス：キリラ・トロエクロフ役
- ジョージ・ニコルズ：裁判官役
- キャリー・クラーク・ワード：オーレリア叔母役
- スポティスウッド・エイトケン：ドゥブロフスキーの父親役（クレジットなし）。
- アゴスティーノ・ボルガト：司祭役（クレジットなし）。
- マリオ・カリロ：フランス人家庭教師マルセル・ル・ブラン役（クレジットなし）。
- ゲイリー・クーパー：仮面のコサック役（クレジットなし）。
- オットー・ホフマン：財布を盗まれる男役（クレジットなし）。
- エリック・メイン：署名を求める役人役（クレジットなし）。
- ラッセル・シムソン：イーグルの副官役（クレジットなし）。
- マック・スウェイン：宿屋の主人役（クレジットなし）。
- グスタフ・フォン・セイファーティッツ夕：宮廷召使役（クレジットなし）[1][2]

## 評価

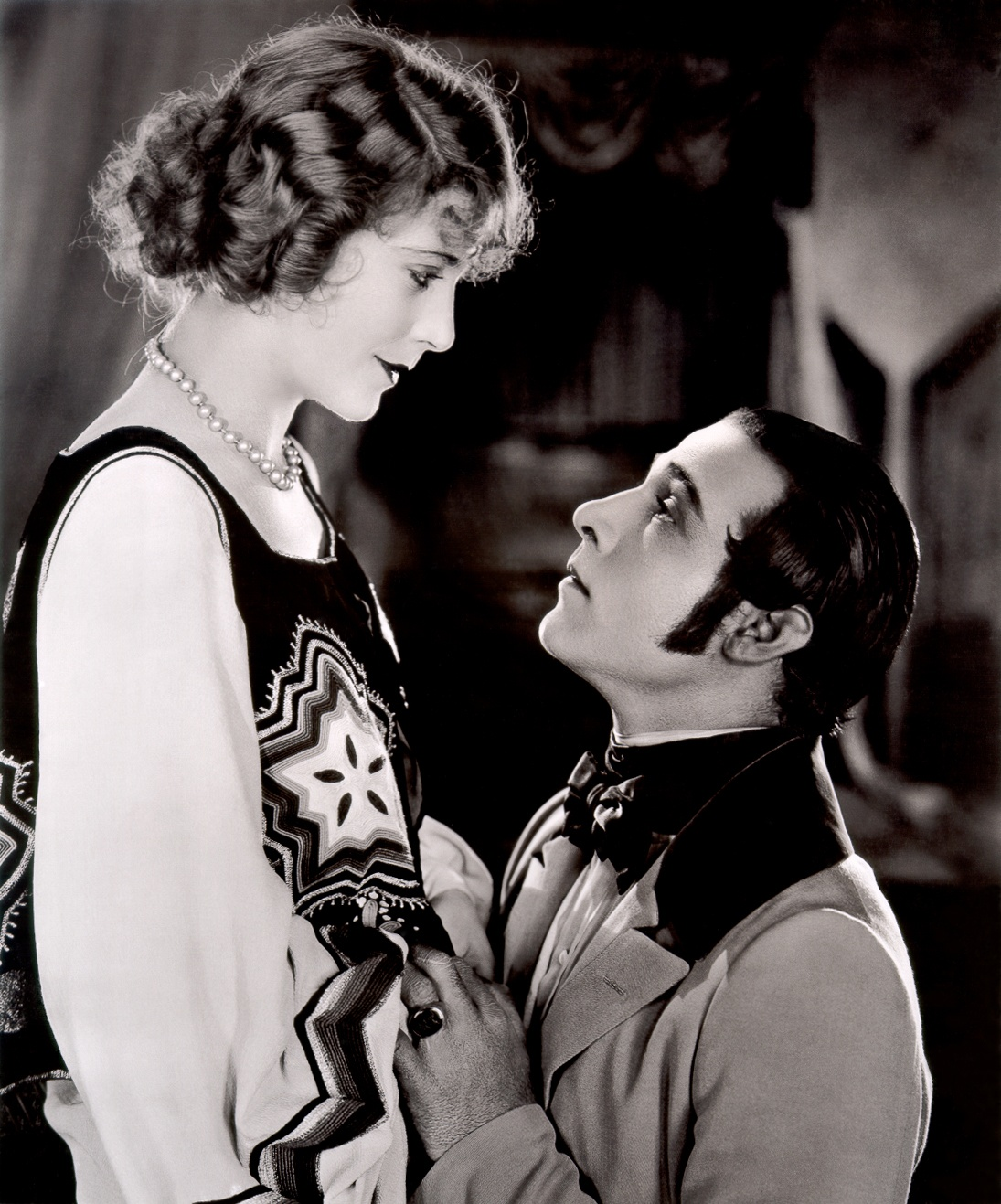
Vilma Bánky-Rudolph Valentino in The Eagle

ルドルフ・ヴァレンティノの直近の数本の映画は特に好評を得ていなかったが、本作はヴァレンティノにとって力強い復活作となり、批評家から好意的な評価を得たうえで興行的にも成功を収めた。ただし、次の映画『熱砂の舞』ほどの大成功には至らなかった。
本作の有名なシーンとしては、宴会のシーンで食べ物が並ぶテーブルの長回しトラッキングショットがある。
本作は2001年、アメリカン・フィルム・インスティテュート（AFI）のAFIアメリカ映画100年シリーズ「スリルを感じる映画ベスト100」のリストにノミネートされた。

## 保存
本作のフィルムは現在、EmGeeフィルムライブラリーの映画コレクションや個人の映画コレクションに保存されている。
クイーンとデヴィッド・ボウイの曲「アンダー・プレッシャー」のミュージックビデオでは本作クリップが使用されている。